# 阮文珵

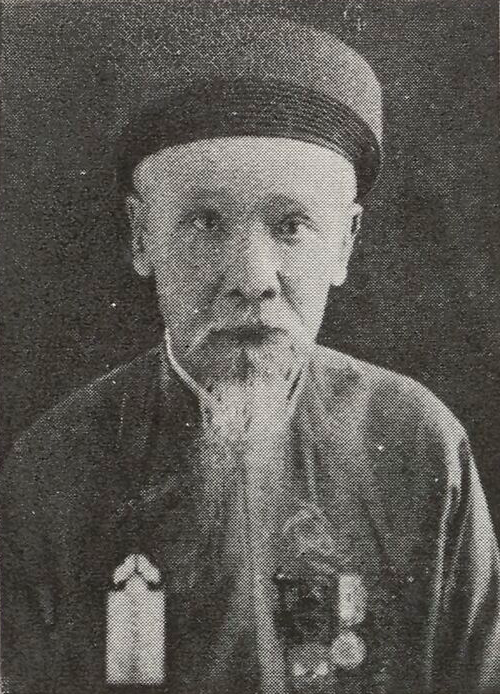
阮文珵

阮文珵（越南语：／；1872年10月15日—1949年1月4日），號石室，越南阮朝官員、文學家、儒學名士。

## 生平
阮文珵是河靜省德壽府干祿縣度遼總碣石社淇竹村（今屬河靜省干祿縣清祿社）人，阮連之子，副榜阮逈的哥哥，嗣德二十五年九月十四日（1872年10月15日）出生。早年憑蔭入國子監讀書。成泰九年（1897年），参加承天場鄉試，考中舉人。次年（1898年），會試未中格。當科會試中格卷數較少，加取阮文珵和范畯兩人進入庭試，庭試考中第三甲同進士出身。隨後進入候補場學習，後歷任興元、英山知府。
維新三年（1909年）十二月，阮文珵被任命為承天府首任督學。維新八年（1914年），改任國子監祭酒。維新十年（1916年），改任刑部侍郎。啟定六年（1921年），改任富安布政使。次年（1922年）八月，被殖民政府公使罷免，降三級調用。啟定八年（1923年），開復為太常寺卿，充國史館纂修，參與編纂《大南實錄正編第六紀附編》和玉牒、尊譜。
保大五年（1930年），阮文珵升授尚書銜致事，後升協佐大學士致事。從次年（1931年）起，在榮市高春育學校教授漢學。保大九年（1934年），返回家鄉，在會思學校繼續教授漢文。
1945年八月革命後，阮文珵於1946年加入越南國民聯合會，並擔任河靜省越南國民聯合會會長。
1949年1月4日，阮文珵在家鄉去世，享年七十七歲。